# 1. slovenska nogometna liga 2016/17
Het seizoen 1. slovenska nogometna liga 2016–2016 was het 26ste seizoen sinds de onafhankelijkheid van de voormalige Joegoslavische deelrepubliek dat om het landskampioenschap werd gestreden in de hoogste afdeling van het Sloveense betaald voetbal. Om sponsorredenen stond de competitie ook bekend als de PrvaLiga Telekom Slovenije. De tien deelnemende teams troffen elkaar vier keer. Olimpija Ljubljana trad aan als regerend landskampioen. De competitie begon op 16 juli 2016 en eindigde op 27 mei 2017. NK Maribor behaalde de veertiende landstitel uit de clubgeschiedenis.

## Uitslagen
|                    | ALU       | CEL       | DOM       | GOR       | KOP       | KRŠ       | MAR       | OLJ       | RAD       | RUD       |
| ------------------ | --------- | --------- | --------- | --------- | --------- | --------- | --------- | --------- | --------- | --------- |
| Aluminij           |           | 2–4 2–1   | 0–4 20/05 | 0–0 08/04 | 0–0 15/04 | 3–0 04/03 | 0–0 10/05 | 0–3 01/04 | 2–1 29/04 | 0–3 18/03 |
| Celje              | 1–0 22/04 |           | 2–1 01/04 | 1–0 1–1   | 1–1 29/04 | 0–3 10/05 | 0–3 18/03 | 0–1 08/04 | 0–0 04/03 | 4–0 20/05 |
| Domžale            | 2–0 29/03 | 2–1 27/05 |           | 5–0 13/05 | 2–0 04/03 | 5–0 15/04 | 2–2 3–2   | 1–3 11/03 | 2–0 0–2   | 3–1 29/04 |
| Gorica             | 2–0 3–0   | 0–1 15/04 | 3–1 18/03 |           | 1–1 01/04 | 1–1 29/04 | 2–1 04/03 | 1–1 20/05 | 2–1 1–1   | 1–3 10/05 |
| Koper              | 1–0       | 2–1 25/02 | 1–3 06/05 | 0–0 27/05 |           | 1–0 29/03 | 1–2 08/04 | 1–2 13/05 | 3–0 11/03 | 1–4 22/04 |
| Krško              | 2–2 06/05 | 1–0 11/03 | 1–1 0–0   | 1–0 25/02 | 0–0 20/05 |           | 1–2 01/04 | 1–2 22/04 | 1–1 13/05 | 1–0 08/04 |
| Maribor            | 0–2 11/03 | 2–0 13/05 | 3–1 22/04 | 1–0 06/05 | 1–0 4–0   | 4–0 27/05 |           | 1–1 25/02 | 4–0 29/03 | 2–0 1–0   |
| Olimpija Ljubljana | 3–0 27/05 | 1–0 2–1   | 1–0 10/05 | 1–0 29/03 | 0–1 18/03 | 3–1 1–1   | 1–3 29/04 |           | 2–0 15/04 | 0–2 04/03 |
| Radomlje           | 2–2 25/02 | 0–3 06/05 | 0–5 08/04 | 2–4 22/04 | 1–3 10/05 | 2–2 18/03 | 0–3 20/05 | 0–2 1–4   |           | 2–2 01/04 |
| Rudar Velenje      | 0–0 13/05 | 1–3 29/03 | 0–2 25/02 | 1–2 11/03 | 2–0 2–2   | 1–1 2–2   | 1–1 15/04 | 0–0 06/05 | 2–0 27/05 |           |

## Eindstand
| №  | Club               | WG | W  | G  | V  | DV | DT | +/− | Punten |
| -- | ------------------ | -- | -- | -- | -- | -- | -- | --- | ------ |
|    | NK Maribor         | 36 | 21 | 10 | 5  | 63 | 30 | +33 | 73     |
| 2  | ND Gorica          | 36 | 16 | 12 | 8  | 48 | 39 | +9  | 60     |
| 3  | Olimpija Ljubljana | 36 | 17 | 9  | 10 | 49 | 35 | +14 | 60     |
| 4  | NK Domžale         | 36 | 16 | 8  | 12 | 63 | 45 | +18 | 56     |
| 5  | NK Celje           | 36 | 15 | 10 | 11 | 48 | 39 | +9  | 55     |
| 6  | FC Koper           | 36 | 12 | 14 | 10 | 43 | 40 | +3  | 50     |
| 7  | Rudar Velenje      | 36 | 10 | 11 | 15 | 49 | 53 | −4  | 41     |
| 8  | NK Krško           | 36 | 8  | 15 | 13 | 39 | 50 | −11 | 39     |
| 9  | NK Aluminij        | 36 | 9  | 11 | 16 | 38 | 52 | −14 | 38     |
| 10 | NK Radomlje        | 36 | 1  | 10 | 25 | 23 | 80 | −57 | 13     |

|  | Kwalificatie voor de tweede voorronde van de UEFA Champions League 2017/18 |
|  | Kwalificatie voor de eerste voorronde van de UEFA Europa League 2017/18    |
|  | Play-off promotie/degradatie                                               |
|  | Degradatie naar de 2. slovenska nogometna liga                             |